# Élections cantonales de 1874 en Guadeloupe
 (février 2025).
Les élections cantonales ont eu lieu les 10 mai et 17 mai 1874 dans la colonie de la Guadeloupe.
Ce conseil général colonial possède plus de pouvoir qu'un conseil général de métropole.

## Mode de srutin
Les vingt-quatre conseillers généraux de la colonie de la Guadeloupe sont élus au suffrage universel masculin, dans le cadre de 12 cantons. Six sont à a renouveler tous les trois ans.
Le mode d'élection choisit est le scrutin majoritaire plurinominal à deux tours : 
- au premier il faut obtenir la majorité des voix plus une et au moins un quart du votes des inscrits sur les listes électorales ;
- au second tour (ballotage) le (ou les) candidat(s) avec le plus de voix est élu.

## Résultats par canton

### Canton de Pointe-Noire
- Un seul conseiller est à élire.
- Louis Adolphe Rollin est un des conseillers sortants du Canton de Basse-Terre.

| Candidats | Candidats            | Étiquette | Premier tour | Premier tour |
| Candidats | Candidats            | Étiquette | Voix         | %            |
| --------- | -------------------- | --------- | ------------ | ------------ |
|           | Louis Adolphe Rollin | Rép mod   | 596          | 95,67        |
|           | Jules Aubin *        |           | 23           | 3,69         |
|           |                      |           |              |              |
| Inscrits  | Inscrits             | Inscrits  | 1 275        | 100,00       |
| Votants   | Votants              | Votants   | 623          | 48,86        |
| Exprimés  |                      |           |              |              |

*sortant

### Canton de Pointe-à-Pitre
- Deux conseillers sont à élire.

| Candidats | Candidats        | Étiquette | Premier tour | Premier tour | Ballotage | Ballotage |
| Candidats | Candidats        | Étiquette | Voix         | %            | Voix      | %         |
| --------- | ---------------- | --------- | ------------ | ------------ | --------- | --------- |
|           | René Monnerot    |           | 392          | 71,27        | 579       | 64,55     |
|           | Sully Bertin     |           | 377          | 68,55        | 575       | 64,10     |
|           | H. Penny         |           | 146          | 26,55        | 152       | 16,95     |
|           | Jean-Louis Jeune |           | /            | /            | 152       | 16,95     |
|           | J. Léonard       |           | /            | /            | 147       | 16,39     |
|           | E. Laurent       |           | 115          | 20,91        | 139       | 15,50     |
|           |                  |           |              |              |           |           |
| Inscrits  | Inscrits         | Inscrits  | 7 189        | 100,00       | 7 233     | 100,00    |
| Votants   | Votants          | Votants   | 550          | 7,65         | 897       | 12,40     |
| Exprimés  |                  |           |              |              |           |           |

*sortant

### Canton de Lamentin
- Trois conseillers sont à élire.

| Candidats | Candidats      | Étiquette | Premier tour | Premier tour | Ballotage | Ballotage |
| Candidats | Candidats      | Étiquette | Voix         | %            | Voix      | %         |
| --------- | -------------- | --------- | ------------ | ------------ | --------- | --------- |
|           | Louis Darasse  |           | 211          | 58,61        | 262       | 40,87     |
|           | Lucien Silvie  |           | 209          | 58,06        | 342       | 53,35     |
|           | E. Bioche      |           | 175          | 48,61        | 224       | 34,95     |
|           | E. Laurent     |           | /            | /            | 146       | 22,78     |
|           | Davis David    |           | /            | /            | 131       | 20,44     |
|           | G. Descamps    |           | /            | /            | 112       | 17,47     |
|           | Déjean         |           | /            | /            | 91        | 14,20     |
|           | Barzilay       |           | /            | /            | 87        | 13,57     |
|           | Charles Durand |           | /            | /            | 42        | 6,55      |
|           | A. Douillard   |           | /            | /            | 35        | 5,46      |
|           | E. Thibaudier  |           | /            | /            | 6         | 0,94      |
|           |                |           |              |              |           |           |
| Inscrits  | Inscrits       | Inscrits  | 3 833        | 100,00       | 3 830     | 100,00    |
| Votants   | Votants        | Votants   | 360          | 9,39         | 641       | 16,74     |
| Exprimés  |                |           |              |              |           |           |

*sortant

### Canton du Moule
- Un conseiller est à élire.

| Candidats | Candidats        | Étiquette | Premier tour | Premier tour | Ballotage | Ballotage |
| Candidats | Candidats        | Étiquette | Voix         | %            | Voix      | %         |
| --------- | ---------------- | --------- | ------------ | ------------ | --------- | --------- |
|           | Pierre Dubos     |           | 52           | 50,00        | 165       | 39,10     |
|           | Zamy Salomon     |           | 24           | 23,08        | 68        | 16,11     |
|           | Charles Alléaume |           | /            | /            | 179       | 42,42     |
|           | H. Boissel       |           | 10           | 9,62         |           |           |
|           |                  |           |              |              |           |           |
| Inscrits  | Inscrits         | Inscrits  | 3 482        | 100,00       | 3 474     | 100,00    |
| Votants   | Votants          | Votants   | 104          | 2,99         | 422       | 12,12     |
| Exprimés  |                  |           |              |              |           |           |

*sortant

### Canton de Saint-François
- Un seul conseiller est à élire.

| Candidats | Candidats           | Étiquette | Premier tour | Premier tour | Ballotage | Ballotage |
| Candidats | Candidats           | Étiquette | Voix         | %            | Voix      | %         |
| --------- | ------------------- | --------- | ------------ | ------------ | --------- | --------- |
|           | Auguste Duchassaing | Conserv   | 43           | 58,11        | 29        | 16,67     |
|           | Adolphe Deurer *    |           | 29           | 39,19        | 67        | 38,51     |
|           | Charles Alléaume    |           | /            | /            | 67        | 38,51     |
|           |                     |           |              |              |           |           |
| Inscrits  | Inscrits            | Inscrits  | 1 256        | 100,00       | 1 259     | 100,00    |
| Votants   | Votants             | Votants   | 74           | 5,89         | 174       | 13,82     |
| Exprimés  |                     |           |              |              |           |           |

*sortant

### Canton de Port-Louis
- Trois conseillers sont à élire.
- Eugène Picard, élu en 1871, ne se représente pas.

| Candidats | Candidats            | Étiquette | Premier tour | Premier tour | Ballotage | Ballotage |
| Candidats | Candidats            | Étiquette | Voix         | %            | Voix      | %         |
| --------- | -------------------- | --------- | ------------ | ------------ | --------- | --------- |
|           | Ernest Souques *     |           | 106          | 89,83        | 431       | 94,73     |
|           | Nerval de Vipart *   |           | 104          | 88,14        | 189       | 41,54     |
|           | E. Ruillier          |           | 60           | 50,85        | 123       | 27,03     |
|           | E. Lafontanié        |           | 39           | 33,05        | 233       | 51,21     |
|           | P. de Siben          |           | /            | /            | 140       | 41,54     |
|           | Dupont               |           | /            | /            | 29        | 6,37      |
|           | Layerle              |           | /            | /            | 28        | 6,15      |
|           | F. Cherot            |           | /            | /            | 16        | 3,52      |
|           | A. de la Clémendière |           | /            | /            | 14        | 3,08      |
|           | Cosson Beaubrun      |           | /            | /            | 12        | 2,64      |
|           | F. Rabau             |           | /            | /            | 11        | 2,42      |
|           |                      |           |              |              |           |           |
| Inscrits  | Inscrits             | Inscrits  | 3 259        | 100,00       | 3 222     | 100,00    |
| Votants   | Votants              | Votants   | 118          | 3,62         | 455       | 14,12     |
| Exprimés  |                      |           |              |              |           |           |

*sortant